# Kościół Świętej Trójcy w Noskowie
Kościół Świętej Trójcy w Noskowie – rzymskokatolicki kościół parafialny we wsi Nosków, w gminie Jaraczewo, w powiecie jarocińskim, w województwie wielkopolskim. Należy do dekanatu boreckiego. Mieści się przy ulicy Kościelnej.

## Historia i architektura
Obecna świątynia drewniana została w połowie XVII stulecia. Jest to budowla jednonawowa, z niewyodrębnionym prezbiterium zamkniętym wielobocznie. Przy elewacji zachodniej znajduje się wieża na słup, wbudowana w korpus nawowy. Kościół ma konstrukcje zrębową, wzmocnioną lisicami.

## Wnętrze
We wnętrzu znajduje się polichromia wykonana przez Wiktora Gosienieckiego w 1928 roku. Na belce tęczowej są umieszczone: krucyfiks oraz rzeźby Maryi i św. Jana, gotyckie z około 1420 roku. Ołtarz główny jest ozdobiony przez rzeźby św. Barbary i św. Marii Magdaleny z połowy XVII stulecia. Dwa ołtarze boczne pochodzą z około 1720 roku. Z pierwszej połowy XVII wieku pochodzi chrzcielnica, ambona reprezentuje natomiast styl rokokowy.

## Galeria

### Widoki zewnętrzne

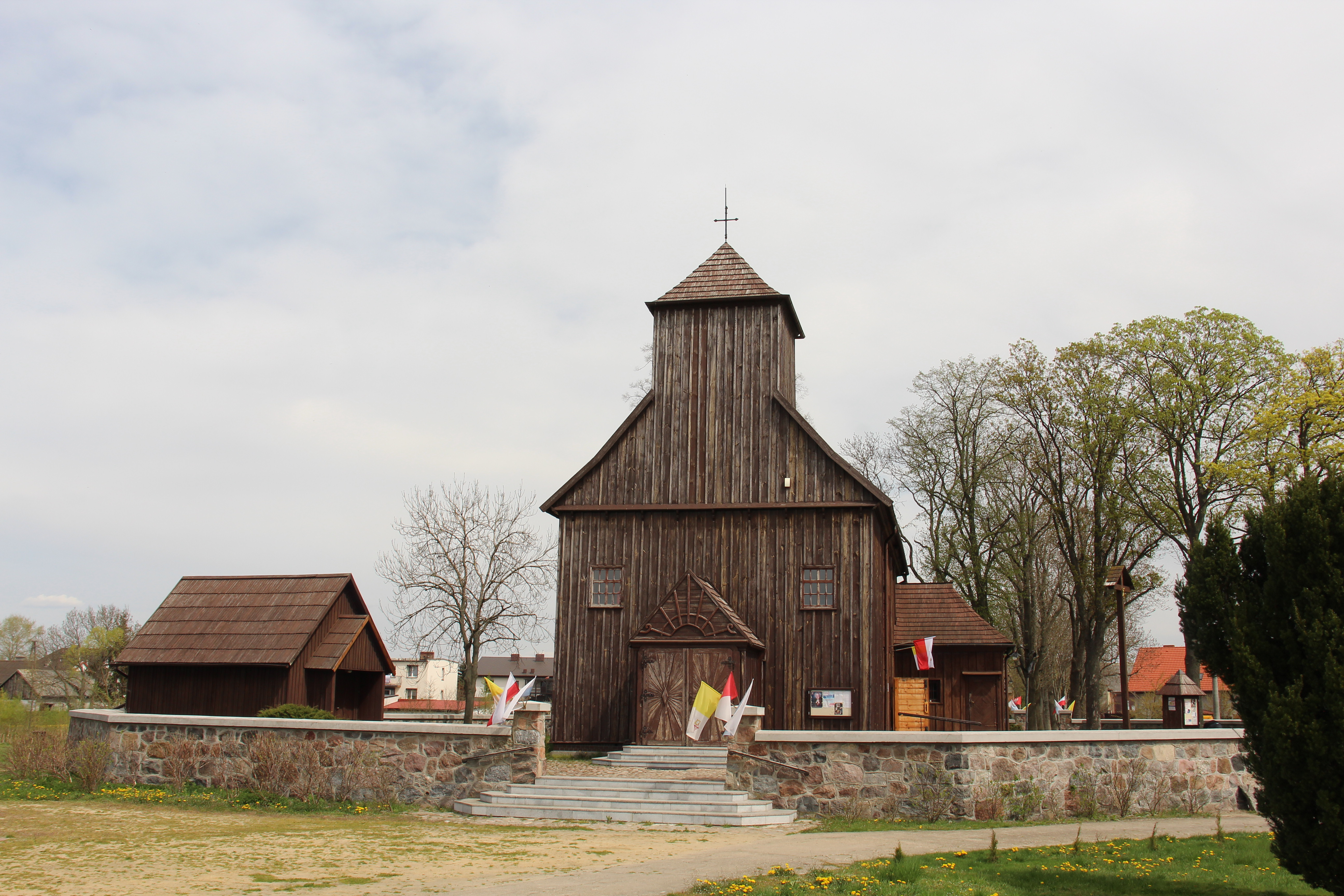
Całość zespołu świątynnego
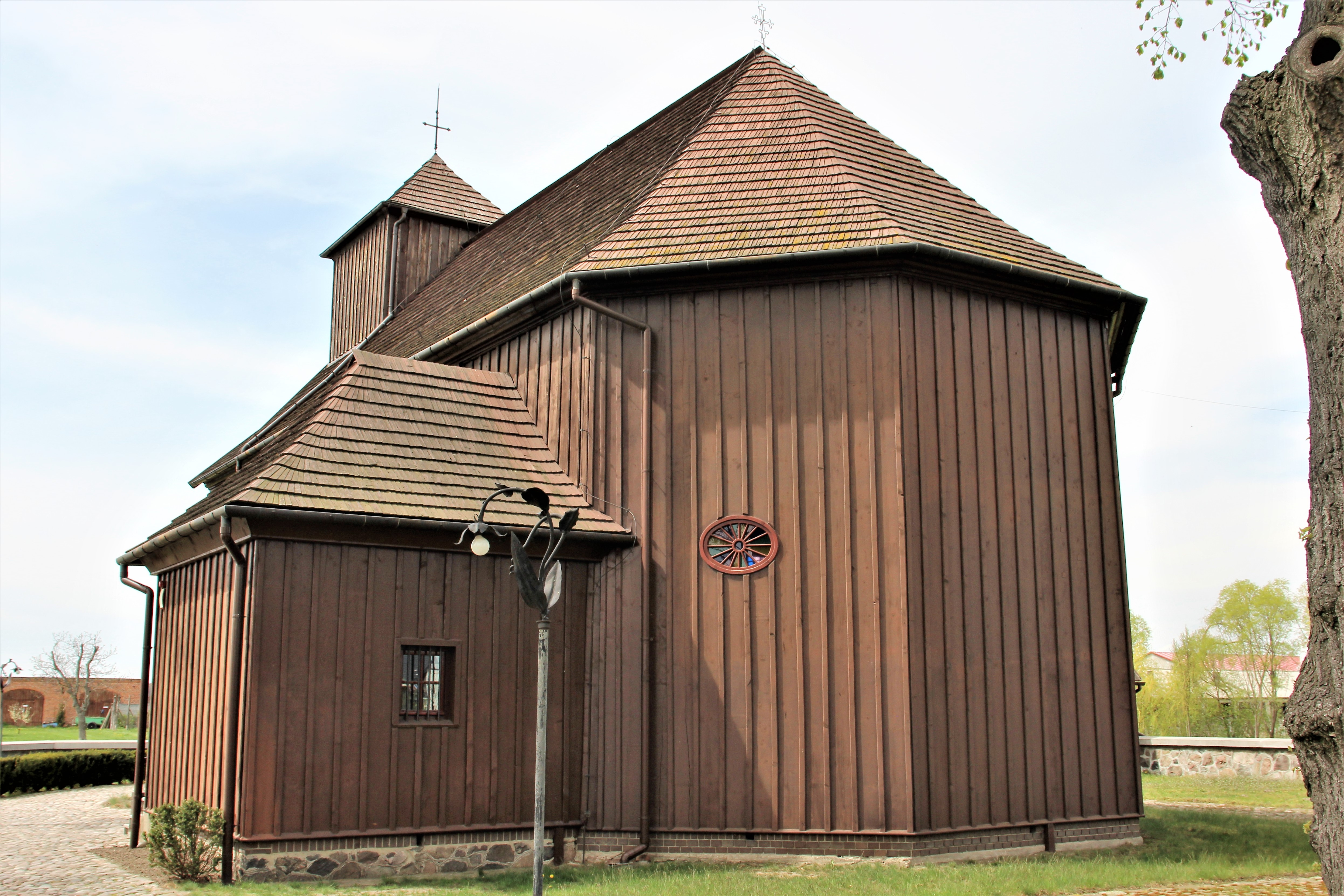
Widok od prezbiterium
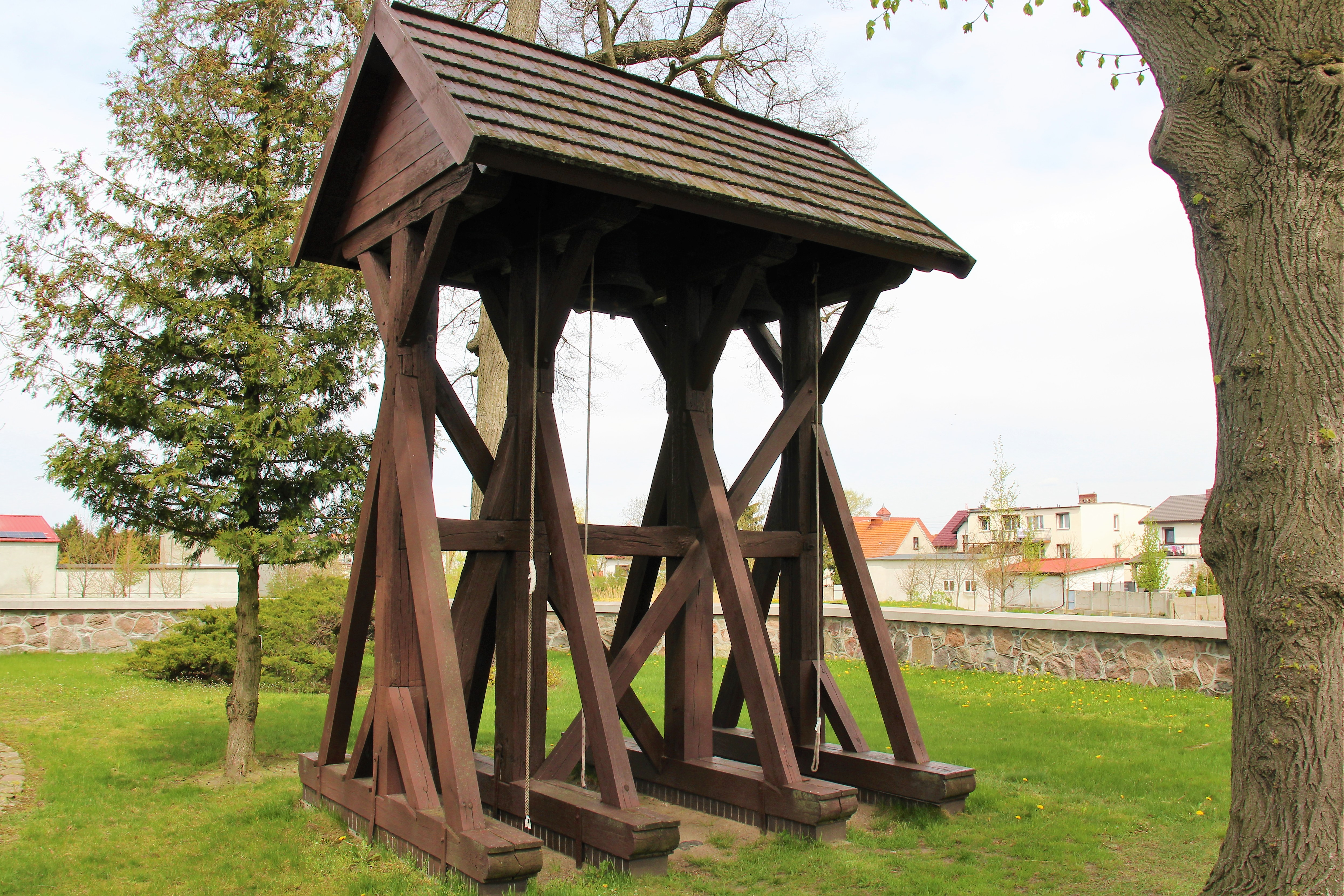
Dzwonnica
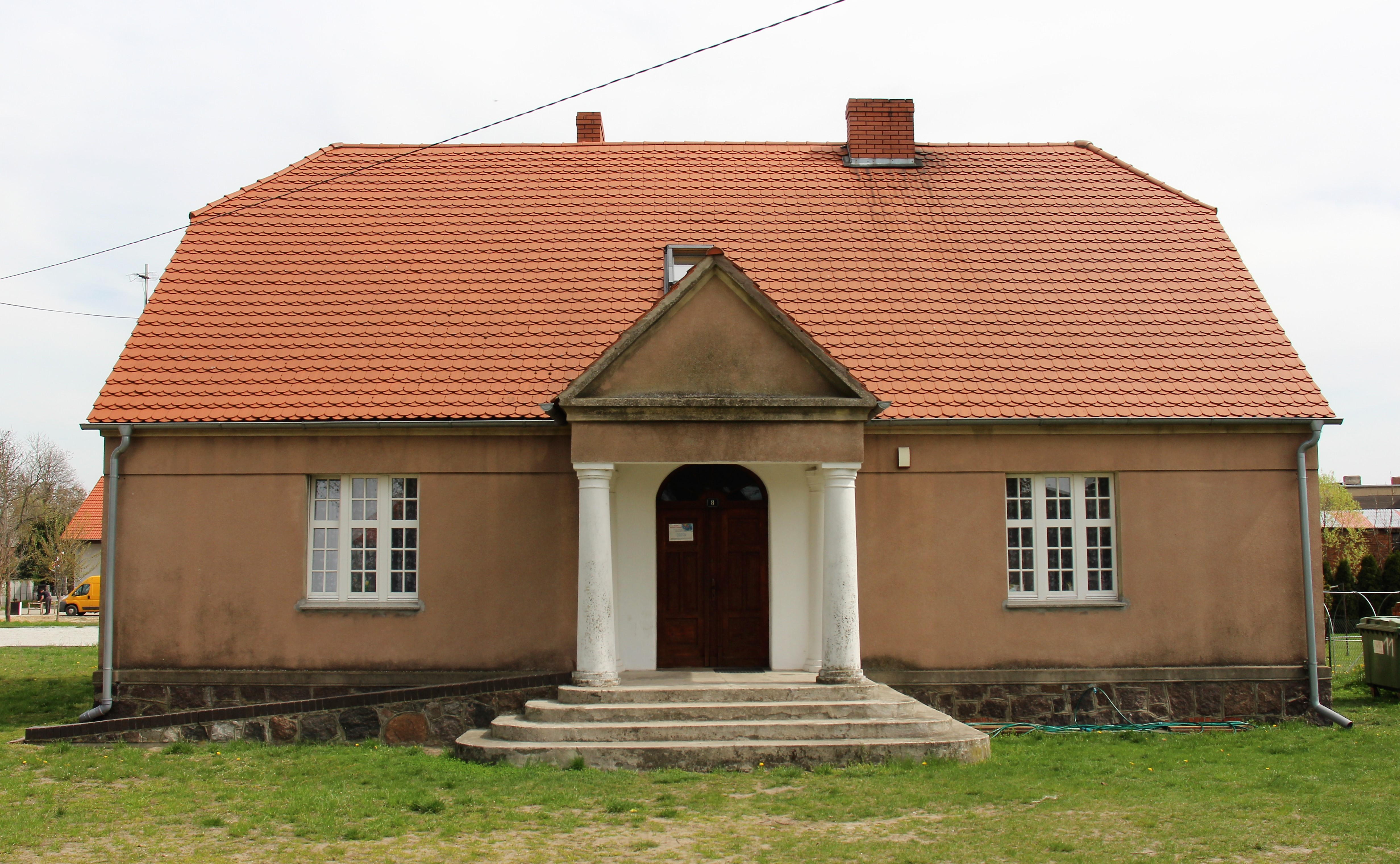
Plebania

### Wnętrze

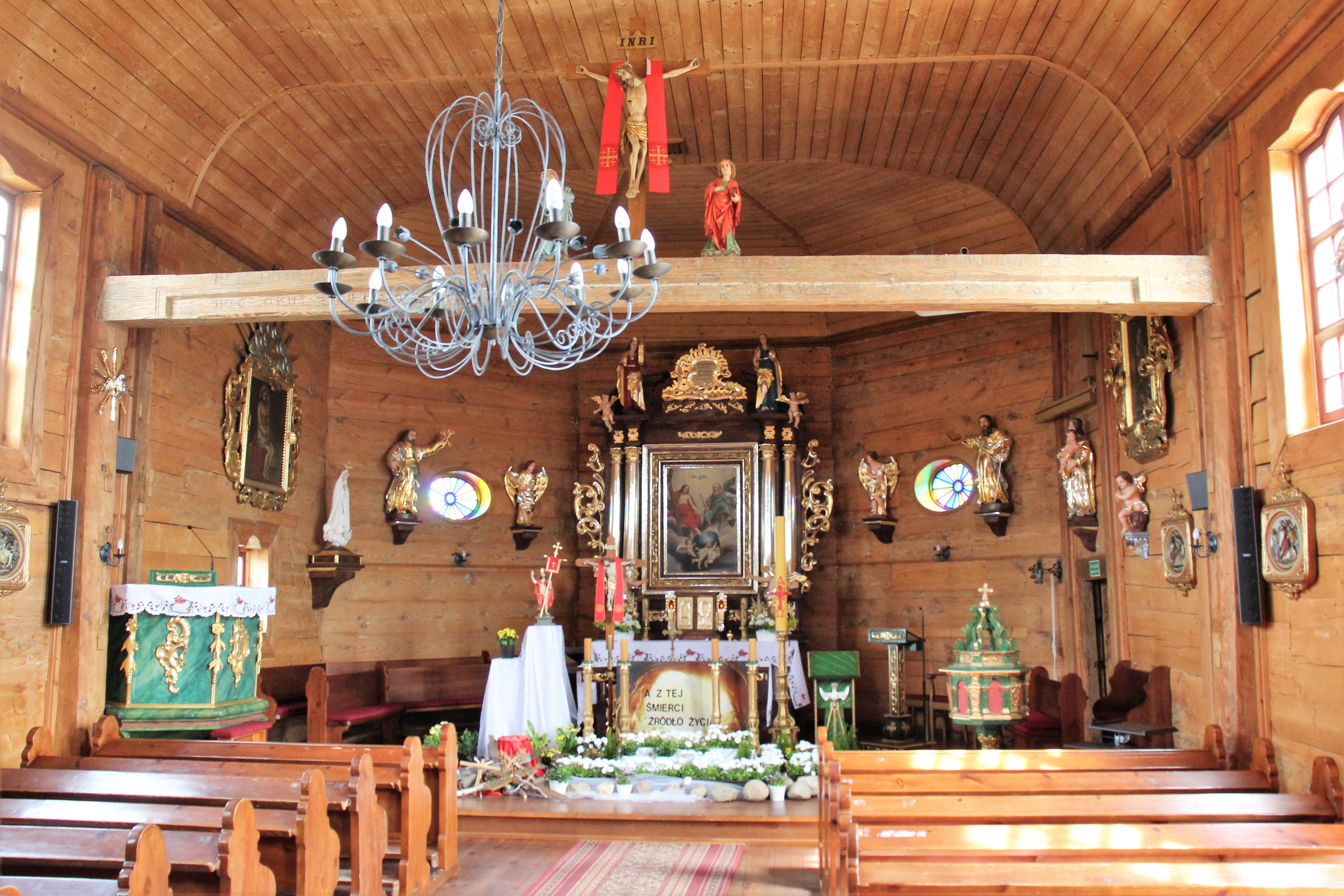
Wnętrze i ołtarz
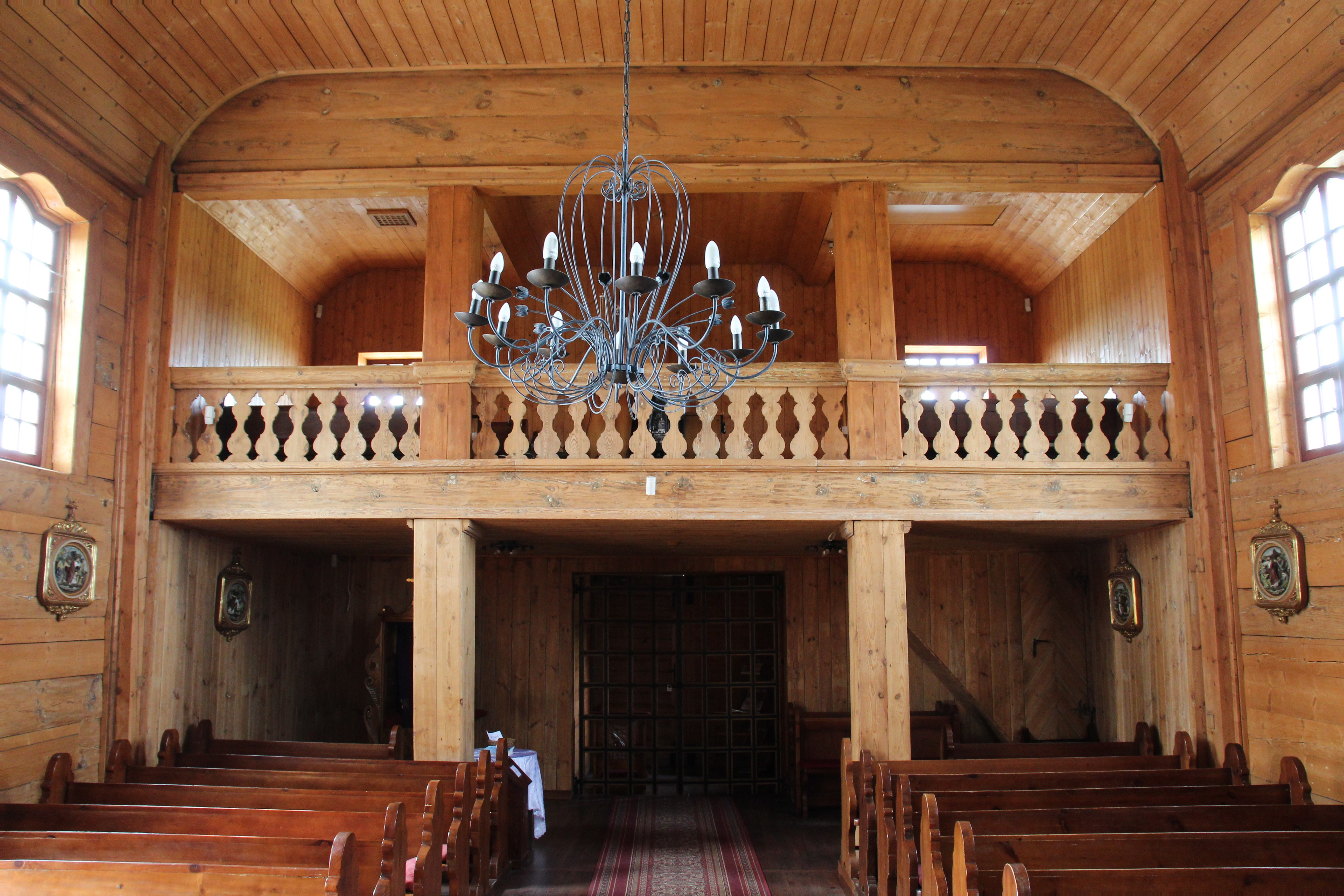
Chór
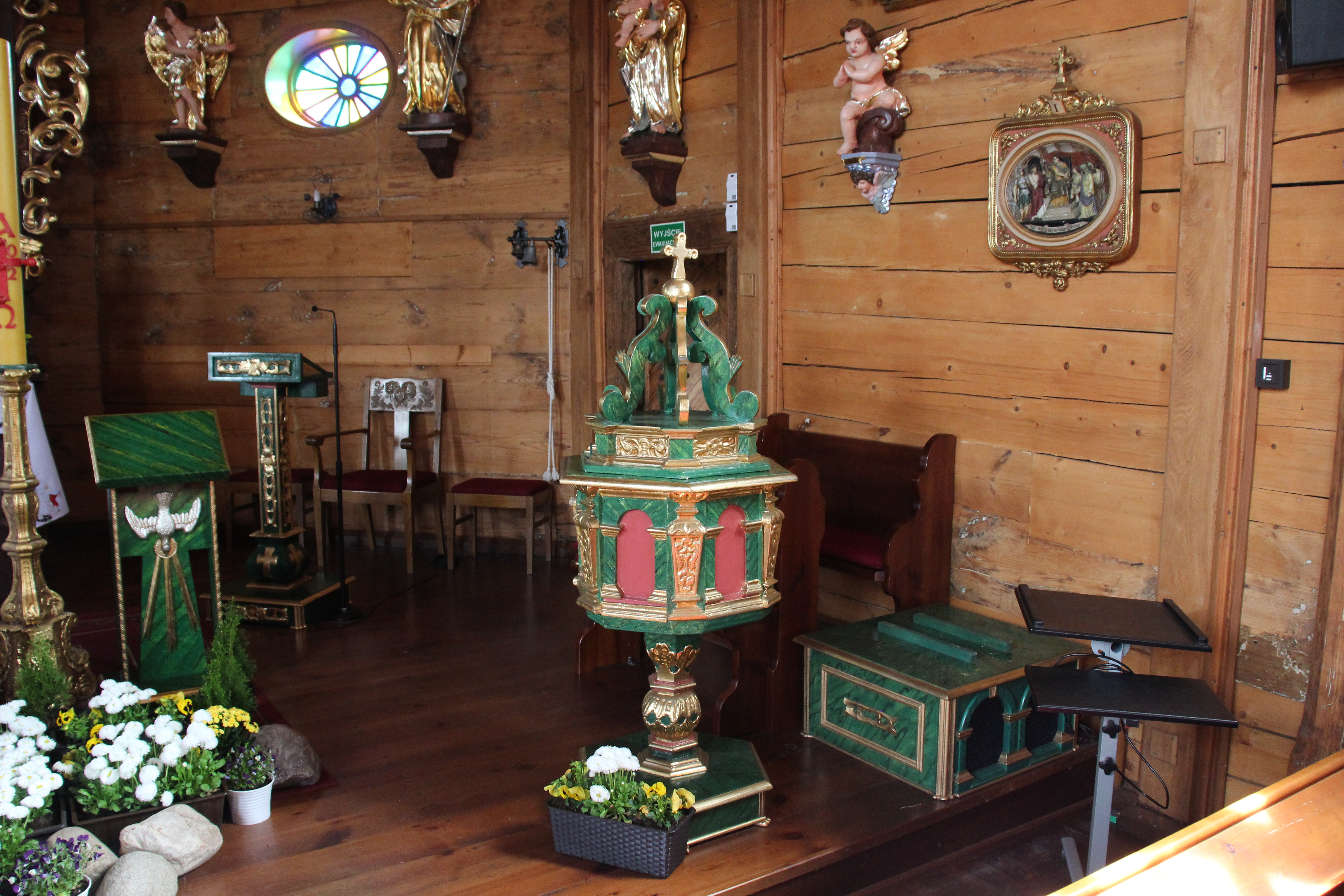
Chrzcielnica